# Сливицький Костянтин Іванович
Костянтин Іванович Сливицький (187? — 1942) — начальник штабу фортеці Кушка (1905), штабс-капітан. Голова Ради солдатських депутатів гарнізону фортеці Кушка, який відіграв важливу роль у припиненні спроб повалення радянської влади в Туркестані. Перший радянський неофіційний представник у Афганістані.

## Біографія
Костянтин Іванович Сливицький після закінчення Олександрівського училища був направлений на службу в Кушку. З 1905 року він — начальник штабу фортеці. Він був одним із творців найпотужнішої на той момент у Середній Азії іскрової радіостанції в Кушці.
1917 року його було обрано головою Ради солдатських депутатів. Учасник Громадянської війни на боці червоних. Під його командуванням у 1918 році гарнізон фортеці витримав облогу з боку переважаючих за чисельністю гарнізон фортеці антибільшовицьких сил. Під його керівництвом було організовано радіорозвідку та контррозвідку на Афганістан.
З серпня 1920 року по березень 1921 року перебував із сім'єю в Кабулі як радянський представник в Афганістані. Потім працював у Уповнаркомвідділі у Ташкенті.
Костянтин Іванович Сливицький помер у Ташкенті у листопаді 1942 року від крововиливу в мозок, похований на Боткінському цвинтарі міста.
Син К. І. Сливицького — Костянтин Сливицький (23. 08. 1906—1983) був відомим ташкентським радіоаматором короткохвильовиком.